# رمح صيد السمك

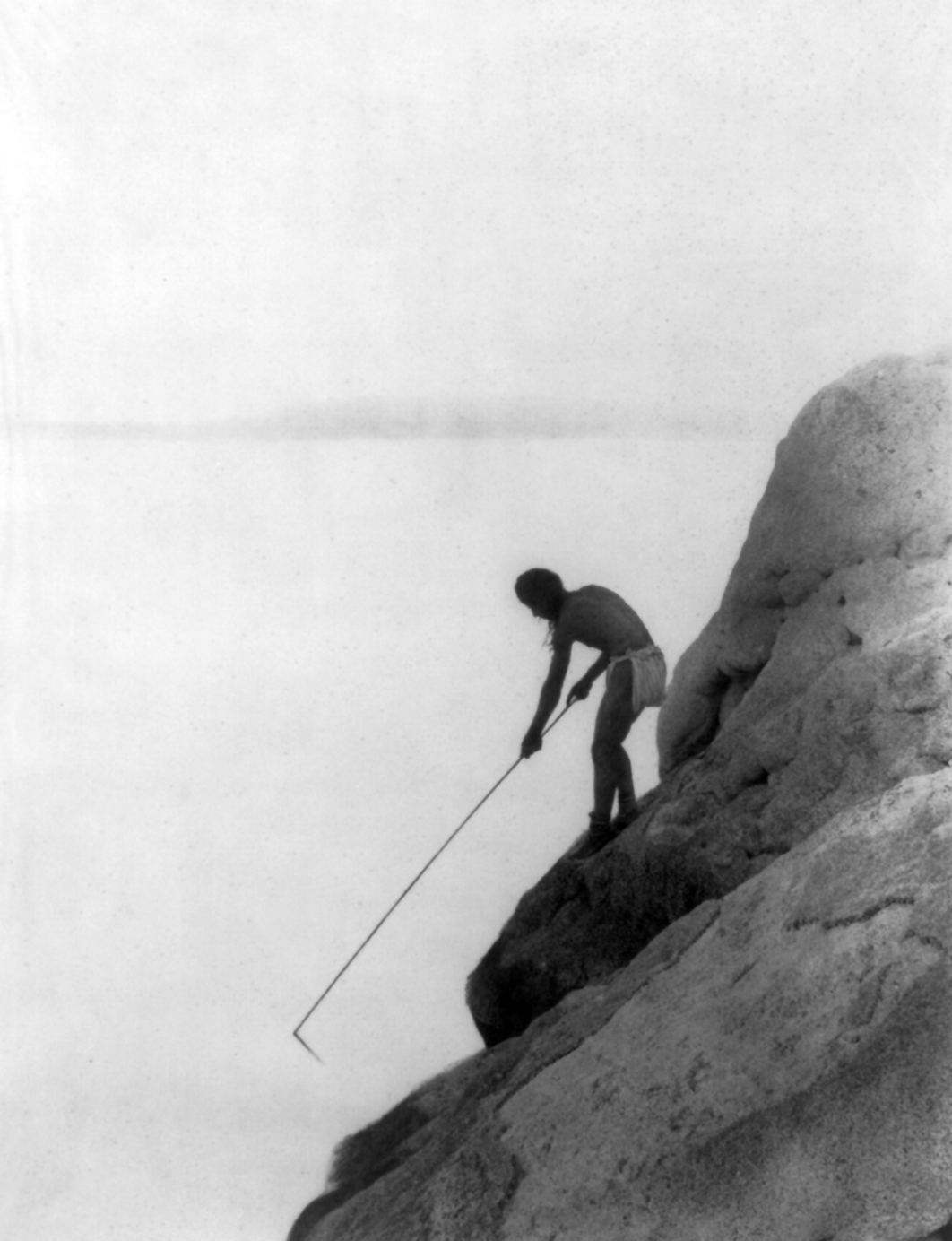
صيد الأسماك بالرمح

رمح الصيد أو الغَاف هو عمود به خطاف حاد في نهايته يستخدم لطعن الأسماك الكبيرة لرفعها لقارب أو على الشاطئ. يتم وضع الرمح تحت العمود الفقري مباشرة. يستخدم الرمح عندما يتجاوز وزن السمكة نقطة قطع خيط الصيد أو كسر عمود الصيد.